# Красулино (Кемеровская область)
Красулино — село в Новокузнецком районе Кемеровской области. Является административным центром Красулинского сельского поселения.

## География
Центральная часть населённого пункта расположена на высоте 226 метров над уровнем моря.

## Население
По данным Всероссийской переписи населения 2010 года, в селе Красулино проживает 1216 человек (591 мужчина, 625 женщин).

## Интересные факты
В 1970х годах планировалось в долине реки Ускат построить новый город рядом с селом Красулино